# Nguyễn Đổng Chi
Nguyễn Đổng Chi (6 tháng 1 năm 1915 – 20 tháng 7 năm 1984) là một nhà nghiên cứu văn hóa dân gian Việt Nam, nguyên Trưởng ban Hán Nôm, nguyên Quyền Viện trưởng Viện Nghiên cứu Hán Nôm thuộc Ủy ban Khoa học Xã hội Việt Nam (nay là Viện Hàn lâm Khoa học xã hội Việt Nam).

## Tiểu sử
Ông sinh tại Phan Thiết; Ông quê ở xã Ích Hậu, huyện Can Lộc nay là huyện Lộc Hà, tỉnh Hà Tĩnh. sinh trưởng trong một gia đình nhà Nho yêu nước. Cha ông là Nguyễn Hiệt Chi tham gia phong trào Duy Tân ở Nghệ Tĩnh, từng là đồng sáng lập Công ty Liên Thành và Trường Dục Thanh (Phan Thiết), nhiều năm sau về dạy Trường Quốc học Huế và Trường Quốc học Vinh. Chú ruột Nguyễn Hàng Chi bị Pháp xử chém vì cầm đầu phong trào chống thuế ở Nghệ Tĩnh năm 1908. Mẹ là người thuộc dòng họ Hoàng giáp Nguyễn Văn Giai. Trong gia đình ông còn có Giáo sư, nhà dân tộc học Nguyễn Đức Từ Chi; Bác sĩ Nguyễn Kinh Chi Thứ trưởng Bộ Y tế trong thời kháng chiến chống Pháp và Đại biểu Quốc hội Việt Nam dân chủ cộng hòa khóa I-IV, tác giả Du lịch Quảng Bình và Công nghệ Quảng Bình; Giáo sư văn học Nguyễn Huệ Chi; Phó giáo sư, nhà nghiên cứu mỹ thuật cổ Nguyễn Du Chi. 
Từ năm 1923 đến 1930, ông theo học các trường tiểu học ở Vinh, Hà Tĩnh, Đồng Hới, học trung học tại Vinh và học chữ Hán, chữ Nôm tại nhà. 
Năm 1934, ông theo anh trai lên Kon Tum nghiên cứu và cùng viết sách về tộc người Ba Na. 
Năm 1935, ông làm phóng viên cho tờ Thanh – Nghệ – Tĩnh, một tuần báo ở Vinh, cộng tác với nhiều báo chí trong Nam ngoài Bắc, bắt đầu viết truyện với biệt hiệu Nguyễn Trần Ai. Đồng thời viết phóng sự Túp lều nát nổi tiếng (1937) bị Mật thám Pháp theo dõi, nghiên cứu sử học và văn học, xuất bản nhiều công trình gây tiếng vang trong các học giả, trong đó có công trình Đào Duy Từ được giải khuyến khích của Học hội Alexandre de Rhodes năm 1943.
Từ 1939 ông tham gia phong trào dân chủ phản đế, tham gia lãnh đạo Đoàn thanh niên cứu quốc Can Lộc, tổ chức Đội vũ trang cướp chính quyền Can Lộc thành công ngày 15-8-1945 sớm nhất trong toàn quốc. Cuối năm này ông làm Trợ bút báo Kháng địch, Chủ bút báo Truyền thanh và giữ chức Chủ tịch Hội Văn hóa cứu quốc Nghệ An.
Cuối 1946 ông ra Hà Nội và tham gia Đội tự vệ tại Khu phố Triệu Việt Vương, cầm cự với quân Pháp ở mặt trận Nam Hà Nội trong vòng 2 tháng.
Từ tháng 3-1947 ông trở về công tác kinh tế tài chính ở Khu IV, làm Chánh văn phòng Đồn điền Bà Triệu (Phủ Quỳ), Chánh văn phòng Ban Kinh tài Liên khu IV, làm báo Cứu quốc Liên khu IV và Giám đốc Nhà xuất bản Dân chủ mới Liên khu IV. Năm 1952 bị đau, ông chuyển sang đi dạy học ở Trường trung học Nguyễn Hàng Chi (Hà Tĩnh). Trong phong trào Phát động Giảm tô ở Nghệ Tĩnh 1953 ông bị khai trừ Đảng tịch.
Từ 1955 đến 1975, ông lần lượt công tác ở Ban nghiên cứu Văn Sử Địa, Viện Sử học, là thành viên Ban Cổ sử và Trưởng phòng Tư liệu Thư viện, khởi đầu việc xây dựng hệ thống thư mục chuyên đề về sử học và cùng các học giả khác hiệu đính nhiều công trình dịch thuật Hán Nôm quan trọng của Viện. 
Sau 1975, ông từng là Trưởng ban Hán Nôm (tiền thân của Viện Nghiên cứu Hán Nôm, 1978), rồi Quyền Viện trrưởng Viện nghiên cứu Hán Nôm, cho đến 1981 thì xin chuyển sang làm chuyên viên nghiên cứu của Ban Văn hóa dân gian (tiền thân của Viện Nghiên cứu Văn hóa dân gian).
Ông mất ngày 20 tháng 7 năm 1984 tại Hà Nội. Năm 1984, ông được phong học hàm Giáo sư. Ông được truy tặng Huân chương Độc lập hạng Nhì và Giải thưởng Hồ Chí Minh đợt I năm 1996.

## Cống hiến
Cố Giáo sư Nguyễn Đổng Chi đã sưu tầm và viết lại gần 2.000 truyện cổ Việt Nam. Số truyện trên được ông sử dụng để soạn bộ sách Kho tàng truyện cổ tích Việt Nam gồm 5 tập. Đây cũng là bộ sách nghiên cứu được biên soạn và in xong lâu nhất: 25 năm (1957-1982), rải rác với tổng cộng 5 lần in lẻ. Ông đã phân loại truyện cổ tích thành 3 tiểu loại: 1. Cổ tích thần kỳ; 2. Cổ tích thế sự; 3. Cổ tích lịch sử.
Với cuộc đời từng trải, với hơn 50 năm cầm bút, phạm vi chủ yếu của Nguyễn Đổng Chi thật rộng: sáng tác văn học, nghiên cứu văn học viết, nghiên cứu lịch sử, nghiên cứu Hán - Nôm, ở lĩnh vực nào ông cũng có những đóng góp đột xuất, như công trình Việt Nam cổ văn học sử lần đầu tiên đưa văn học chữ Hán của người Việt vào văn học sử và nghiên cứu văn học sử theo thể loại, loại hình, kiểu nhà văn..., công trình về nông dân khởi nghĩa lý giải uyển chuyển nguyên nhân bùng phát của khởi nghĩa nông dân không đơn thuần do nghèo khổ mà bắt nguồn có ý thức từ tư tưởng chống đối của tầng lớp tiểu trí thức, hay việc phát hiện di chỉ đồ đá cũ ở núi Đọ, Thanh Hóa năm 1960... Nhưng cống hiến nổi bật hơn cả của ông là ở lĩnh vực sưu tầm, nghiên cứu văn học, văn hóa dân gian, được coi là một trong những nhà văn hóa dân gian hàng đầu, nhất là những kiến giải mới mẻ về loại hình truyện cổ tích Việt Nam trong tương quan với cổ tích thế giới. Ông là người đầu tiên xâu chuỗi các motif truyện cổ tích Việt Nam với cổ tích của nhiều nước. 
Ông cũng đã viết những báo cáo khoa học chứng minh cứ liệu lịch sử về các quần đảo Hoàng Sa, Trường Sa đệ trình chính phủ Việt Nam.
Giáo sư Nguyễn Đổng Chi còn có công kế tục xây dựng Mộng Thương thư trai do cha ông sáng lập cuối thế kỷ 19, một thư viện gia đình lớn bậc nhất ở Nghệ Tĩnh (cùng với thư viện Cao Xuân Dục ở Diễn Châu), là một trong những "nguồn sữa" nuôi dưỡng nên các nhà văn hóa của gia đình Nguyễn Chi (xem thêm bài Hồng Lĩnh và Lộc Hà, Can Lộc ở phần tham khảo).
Ông được Nhà nước Việt Nam trao tặng Giải thưởng Hồ Chí Minh đợt 1 năm 1996.

## Tác phẩm
- Mọi Kontum (soạn chung với Nguyễn Kinh Chi, 1937). Tái bản với tên Người Ba-na ở Kon Tum, tại Nhà xuất Bản Tri thức, H.2011.
- Việt Nam cổ văn học sử (1941)
- Đào Duy Từ. Giải thưởng Học hội Alexandre de Rhodes. 1943
- Hát giặm Nghệ-Tĩnh (1943), viết lại thành 3 tập công bố 1961-1963
- Thoái thực ký văn tập I (đồng dịch giả). Nhà xuất bản. Tân Việt, H. 1944
- Phạm Hồng Thái, Nhà xuất bản Ngàn Hống, H. 1945
- Lước sử các cuộc cách mạng trên thế giới, 3 tập, Nhà xuất bản. Ngàn Hống, H.1946
- Nguyễn Trãi, nhà văn học và chính trị thiên tài (1957)
- Lược thảo về thần thoại Việt Nam (1956)
- Sơ thảo lịch sử văn học Việt Nam (đồng tác giả, năm quyển, 1958-1960)
- Vè Nghệ Tĩnh (Chủ biên) 3 tập. Nhà xuất bản. Văn học, H. 1965
- Kho tàng truyện cổ tích Việt Nam (5 tập 1957-1982). Bản tái bản lần thứ 8 của Nhà xuất bản Trẻ, H.2015 in thành 2 cuốn khổ 15,5x23
- Thời đại Hùng Vương (đồng tác giả, 1973)
- Góp phần tìm hiểu phong trào nông dân Việt Nam trong lịch sử xã hội phong kiến (1968-1978)
- Chiến thắng Rạch Gầm-Xoài Mút (1977)
- Địa chí văn hóa dân gian Nghệ-Tĩnh (1982-1983, in 1995)
- Phương pháp sưu tầm văn học dân gian ở nông thôn (Biên soạn cùng với Cao Huy Đỉnh và Đặng Nghiêm Vạn, 1966)
- Thư mục và sách dẫn Tập san Văn Sử Địa và Tạp chí Nghiên cứu lịch sử, H. 1973
- Thư tịch cổ nhiệm vụ mới (Chủ biên, 1977)
- Một số vấn đề văn bản học Hán Nôm (Chủ biên, 1983)
- Nghề nông cổ truyền Việt Nam qua thư tịch Hán Nôm (Chủ biên, 1979-1980, in 1985)
- Ca dao Nghệ Tĩnh (đồng tác giả). Nhà xuất bản. Nghệ Tĩnh, Vinh. 1985
- Địa chí văn hóa dân gian Nghệ Tĩnh (chủ biên). Nhà xuất bản. Nghệ An, Vinh, 1995
- Thối thực ký văn (dịch chung với Nguyễn Lợi, 1944)
- Một số tiểu thuyết, phóng sự trước năm 1954 như: Yêu đời (1935, được giải thưởng thứ hai của báo Bạn trẻ), Túp lều nát (1937), Gặp lại một người bạn nhỏ (viết về những ngày đánh Pháp tại Hà Nội, 1949)...và khoảng hơn 100 bài báo trên các tạp chí Văn Sử Địa, Nghiên cứu Lịch sử, Khảo cổ học, Tạp chí Văn học, Nghiên cứu văn hóa dân gian, Nghiên cứu Hán Nôm.